# Atractus arangoi
Atractus arangoi är en ormart som beskrevs av Prado 1939. Atractus arangoi ingår i släktet Atractus och familjen snokar. Inga underarter finns listade.
Arten förekommer i Colombia. Honor lägger ägg.